# Paradise (THE RiCECOOKERSのアルバム)
『Paradise』（パラダイス）は、アメリカ合衆国の日本人ロックバンド、THE RiCECOOKERSのミニ・アルバム。2010年9月8日にZazou Productionsからアメリカで発売、2015年9月8日に同会社から日本で発売。

## 収録曲
1. Paradise [4:14]
  - PVが制作されている楽曲。
2. ˈblēd aʊt [2:56]
3. anima [3:53]
4. Narcissus Echo [4:41]
  - 読み方は「ナルシサス エコー」。

全編曲：THE RiCECOOKERS